# Clay Serby
Pour les articles homonymes, voir Serby.
Clay Serby  (né le 15 février 1950) est un homme politique provincial canadien de la Saskatchewan. Il représente la circonscription de Yorkton à titre de député du Nouveau Parti démocratique de 1991 à 2007.

## Biographie
Né à Theodore (en) en Saskatchewan, il occupe le poste de vice-premier ministre et de ministre de l'Économie régionale et du Développement coopératif. En septembre 2007, il annonce ne pas se représenter à l'élection générale de cette même année